# La màquina del temps (pel·lícula de 1960)
 La màquina del temps (títol original en anglès:  The Time Machine) és una pel·lícula estatunidenca dirigida per George Pal, estrenada el 1960. Està inspirada en la novel·la The Time Machine de H. G. Wells. Ha estat doblada al català.

## Argument[2]
El 31 de desembre de 1899, a Londres, George (Rod Taylor), un inventor, discuteix de l'assumpte de la quarta dimensió amb quatre dels seus amics i els afirma que ha inventat una màquina per a explorar el temps. Els presenta un model en miniatura de la seva invenció que desapareix després que l'ha activat. Els altres, més aviat incrèduls, l'acusen d'haver usat màgia i es burlen una mica d'ell. Tres d'ells se'n van; el quart, Filby (Alan Young), es queda un moment i demana a George que no surti aquest vespre. George li promet no sortir i el convida amb els altres a prendre un àpat en cinc dies.
Un cop Filby ha marxat, George va al seu laboratori on és emmagatzemada una màquina capaç de transportar un home. Després seu a l'aparell, empeny la palanca cap endavant i la màquina l'envia cap al futur. Para en principi la màquina el 13 de setembre de 1917 i s'assabenta que el món està en guerra. Veu un home en uniforme i creu en principi que es tracta del seu amic Filby, però l'home es presenta com el seu fill. L'informa que el seu pare va morir fa un temps, a la guerra. George torna a la màquina i la fa anar fins al 19 de juny de 1940 on cau en ple bombardeig. Conclou que el món és de nou en guerra. Se'n va i s'atura el 18 d'agost de 1966 on es meravella d'un món modern que ja no és el seu. Troba de nou Filby, ja vell, que l'adverteix d'amagar-se, ja que els bolets explotaran aviat. Hi ha llavors una explosió, el cel es torna vermell i la lava comença a fluir pels carrers de Londres. Per no ser endut, George se'n va cap al futur. Enterrat per la lava que es converteix en una roca freda, l'inventor veu els segles desfilar, tancat en una muntanya que s'acaba finalment erosionant.
Atura llavors abruptament la màquina el 12 d'octubre del 802.701, prop d'un gran edifici que té l'aparença d'una esfinx. Explora el bosc proper, que sembla un paradís, i s'acaba trobant amb els habitants del lloc relaxants i jugant a prop d'un riu. Veu llavors una jove ofegant-se que els altres miren indiferentment. George l'ajuda. Es diu Weena (Yvette Mimieux), i el seu poble es diuen els Elois. S'acaba interessant a poc a poc per ell.
George s'adona que els Elois no tenen ni govern ni lleis i que viuen despreocupats. Enfadat i decebut, decideix tornar amb els seus. Descobreix aleshores que la seva màquina ha desaparegut. Els rastres indiquen que ha estat arrossegada cap a la porta tancada de l'esfinx. Weena, que l'ha seguit, li diu que els Morlocks l'hi han pres i parla llavors d'un petit museu on uns anells expliquen el que ha passat abans. George els escolta i conclou que després d'una llarga guerra nuclear, un grup d'humans supervivents ha decidit viure a les coves. S'han convertit en els Morlocks que crien ara els elois com bestiar per tal de servir-se'n d'aliment.
George vol trobar la seva màquina. Weena li indica que l'única manera d'entrar als Morlocks, és d'anar-hi pels pous. Mentre hi baixa, una sirena d'alarma es dispara, la mateixa sirena que ha sentit el 1966. Weena i els altres elois es dirigeixen com hipnotitzats cap a l'entrada de l'esfinx. George intenta agafar-la però n'és incapaç, ja que la porta de l'esfinx es tanca de nou abans que hi hagi pogut entrar. Ben decidit a entrar als Morlocks i a salvar Weena, torna al pou on s'arriba a l'antre dels monstres. Apareix una fila. Són els elois presos que són conduïts a cop de fuet pels Morlocks cap al rebost. George s'enfronta als Morlocks i s'adona que els seus ulls són sensibles a la llum. La resplendor d'un llumí els fa retrocedir. Aconsegueix portar Weena i els altres elois cap a la sortida encenent un foc. Ell i els elois aconsegueixen sortir sans i estalvis del pou.
Un eloi l'adverteix quan la porta de l'esfinx s'ha obert de nou. George veu la seva màquina a l'interior. Hi corre, la porta es tanca de nou darrere d'ell. Atacat pels Morlocks, activa la màquina i torna cap al passat. La màquina és aturada el 5 de gener de 1900. Explica la seva història als seus amics, però només Filby el creu. Quan els altres se'n van, Filby torna de pressa amb George, però és per sentir la màquina reactivar-se. Georges ha deixat el seu cotxe fora de la vidriera del laboratori d'on havia marxat: a la tornada, s'havia trobat a l'altra banda de la porta, ja que els Morlocks hi havien arrossegat la seva màquina; gràcies a aquesta maniobra es trobarà de nou fora del casalot de l'esfinx i trobarà Weena. És el que entén Filby quan comprova al laboratori que George i el seu aparell han desaparegut. Filby endevina que se n'ha anat cap a Weena i els elois on intentarà reconstruir una civilització: per això, com ho comprova Filby, mirant una prestatgeria de la seva biblioteca, s'ha endut tres llibres.

## Repartiment
- Rod Taylor: George
- Alan Young: David Filby / James Filby
- Yvette Mimieux: Weena
- Sebastian Cabot: Dr. Philip Hillyer
- Tom Helmore: Anthony Bridewell
- Whit Bissell: Walter Kemp
- Doris Lloyd: Sra. Watchett

## Premis i nominacions
Premis
- 1961: Oscar als millors efectes visuals per Gene Warren i Tim Baar

## Al voltant de la pel·lícula[3]
- Alan Young (Filby) és l'únic actor que surt en aquest film i al remake de 2002.
- La placa en el plafó de control de la màquina diu: "Manufactured by H George Wells".
- La lava al centre de la ciutat de Londres el 1966 era farina de civada amb la taronja coberta d'un colorant vermell que s'havia escampat en una plataforma i que es feia baixar cap a una maqueta en miniatura.
- Quan George arriba el 802.701, la seva màquina indica la data del dimecres 12 d'octubre. És la data de l'aniversari del descobriment d'Amèrica per Cristòfor Colom.
- Paul Scofield havia estat la primera tria de George Pal per interpretar el paper de George.
- Eloi  significa el Meu Déu  en arameu.